# Liste der Kreisstraßen im Landkreis Sömmerda

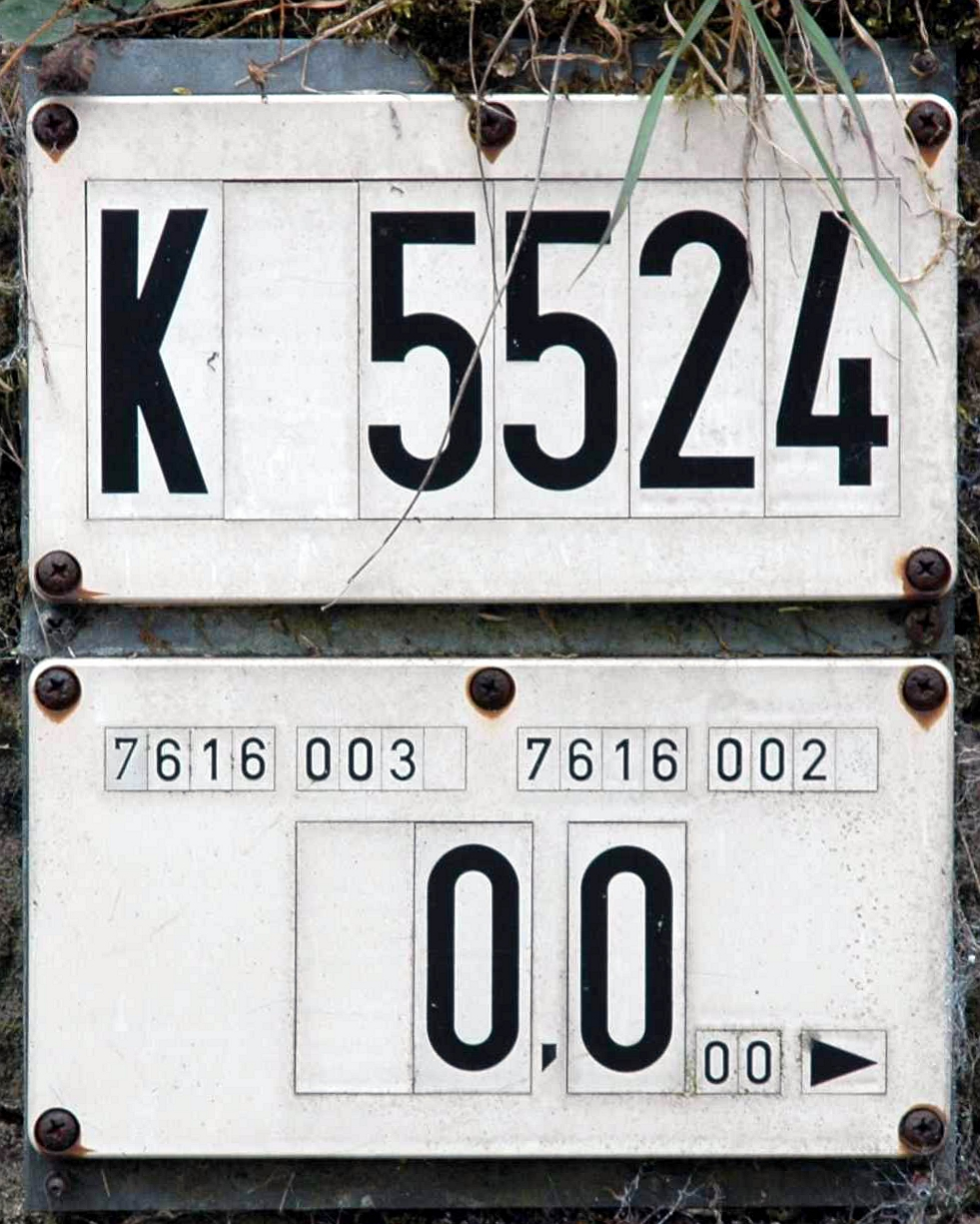
Stationszeichen

Die Liste der Kreisstraßen im Landkreis Sömmerda ist eine Liste der Kreisstraßen im thüringischen Landkreis Sömmerda.

## Abkürzungen
- K: Kreisstraße
- L: Landesstraße

## Liste
Straßen und Straßenabschnitte, die unabhängig vom Grund (Herabstufung zu einer Gemeindestraße oder Höherstufung) keine Kreisstraßen mehr sind, werden kursiv dargestellt. Der Straßenverlauf wird in der Regel von Nord nach Süd und von West nach Ost angegeben.
| Nr.  | Verlauf |
| ---- | --- |
| K 1  | (K 7 im Kyffhäuserkreis) – Kreisgrenze – Herrnschwende – Nausiß – – Günstedt – Thomas-Müntzer-Siedlung – L 2134 – Griefstedt – Kreisgrenze – (Kyffhäuserkreis) |
| K 2  | in Olbersleben – Guthmannshausen – Mannstedt – K 3 – L 1057 in Hardisleben                                                                                     |
| K 3  | K 2 in Mannstedt – L 1058 in Buttstädt |
| K 4  | in Tunzenhausen – Schallenburg |
| K 5  | L 2140 – Sprötau – Vogelsberg – L 1058 |
| K 9  | L 1056 in Eckstedt – Markvippach (– Abzweig zur L 1054) – Bachstedt – Kreisgrenze – (K 512 im Landkreis Weimarer Land)                                         |
| K 10 | K 11 in Kleinrudestedt – K 515 in Udestedt |
| K 11 | K 513 in Alperstedt – Großrudestedt – K 12 – Kleinrudestedt – K 10 – Schwansee                                                                                 |
| K 12 | Kranichborn – K 11 in Großrudestedt |
| K 15 | L 2142 in Nöda – Kreisgrenze – (K 54 in Erfurt) |
| K 16 | K 18 in Walschleben – L 2142 in Riethnordhausen |
| K 17 | / in Gebesee – Ringleben – L 2142 in Haßleben |
| K 18 | / – Andisleben – Walschleben – K 16 – K 19 in Elxleben |
| K 19 | /L 2141 – Elxleben – K 18 – Kreisgrenze – (K 56 in Erfurt) |
| K 20 | L 2141 in Witterda – Friedrichsdorf – Kreisgrenze – (K 59 in Erfurt)                                                                                           |

| Nr.   | Verlauf                                                                                      |
| ----- | -------------------------------------------------------------------------------------------- |
| K 502 | Ellersleben – in Olbersleben                                                                 |
| K 506 | Kammerforst – Burgwenden – Großmonra –                                                       |
| K 507 | in Großneuhausen – Kleinneuhausen – L 1058 in Vogelsberg                                     |
| K 513 | K 11 in Alperstedt – Kreisgrenze – (K 61 in Erfurt)                                          |
| K 514 | (K 514 im Unstrut-Hainich-Kreis) – Kreisgrenze – Gangloffsömmern – Schilfa –                 |
| K 515 | L 1056 in Eckstedt – Udestedt – K 10 – Kleinmölsen – L 1055 – Kreisgrenze – (K 49 in Erfurt) |
| K 521 | in Schillingstedt – Altenbeichlingen – Beichlingen – Battgendorf – in Kölleda                |
| K 522 | Düppel – L 2088 in Bilzingsleben                                                             |
| K 523 | Waltersdorf – L 2133                                                                         |
| K 524 | Frömmstedt – in Kindelbrück                                                                  |